# Supercoupe de la CAF 2004
Navigation
Édition précédente Édition suivante
La Supercoupe de la CAF 2004 est la 13e édition de la Supercoupe de la CAF. Cette édition qui se déroule le 22 février 2004 au Caire voit la victoire du club nigérian de Enyimba FC face aux Tunisiens de l'ES Sahel.

## Participants
Le vainqueur de la Ligue des champions de la CAF, le club de Enyimba affronte le vainqueur de la coupe d'Afrique des vainqueurs de coupe, l'Étoile sportive du Sahel.

### Vainqueur de la Ligue des champions
Le vainqueur de la Ligue des champions est Enyimba, il s'agit de son premier titre dans cette compétition. Cette édition de la Supercoupe de la CAF constitue sa première participation.

### Vainqueur de la coupe de la confédération
Le vainqueur de la coupe d'Afrique des vainqueurs de coupe est le club de l'Étoile sportive du Sahel ; il s'agit de son second titre dans cette compétition. Cette édition de la Supercoupe de la CAF constitue sa seconde participation.

## Résultat

### Match
Le match opposant les deux vainqueurs des deux coupes africaines a toujours lieu sur le terrain de celui qui a remporté la Ligue des champions. Le vainqueur étant nigérian, la rencontre a donc lieu au Nigeria, plus précisément à Aba.
| 22 février 2004 | Enyimba FC | 1 - 0 | ES Sahel | Aba Stadium, Nigeria |
|                 | Osim 20e   |       |          |                      |
|                 | Rapport    |       |          |                      |

| Enyimba FC | ES Sahel |

| ENYIMBA :       |  |                    |                                            |
|                 |  |                    |                                            |
| G               |  | Dele Aiyenugba     |                                            |
| D               |  | Yusuf Mohammed     |                                            |
| D               |  | Bob Osim           |                                            |
| D               |  | Obinna Nwaneri     | Carton jaune · Carton jaune · Carton rouge |
| D               |  | Uga Okpara         |                                            |
| M               |  | Jérôme Ezoba       |                                            |
| M               |  | Emeka Nwanna       |                                            |
| M               |  | Ndidi Anumnu       |                                            |
| M               |  | Onyekachi Okonkwo  |                                            |
| A               |  | Ajibade Omolade    |                                            |
| A               |  | Mouritala Ogunbiyi |                                            |
| Entraîneur :    |  |                    |                                            |
| Michael Urukalo |  |                    |                                            |

| ES Sahel :      |  |                   |  |     |
|                 |  |                   |  |     |
| G               |  | Aymen Mathlouthi  |  |     |
| D               |  | Kais Zouaghi      |  |     |
| D               |  | Saïf Ghezal       |  |     |
| D               |  | Lotfi Sellemi     |  |     |
| D               |  | Saber Ben Frej    |  |     |
| M               |  | Ahmed Hammi       |  |     |
| M               |  | Ibrahima Koné     |  |     |
| M               |  | Zoubeir Baya      |  |     |
| M               |  | Imed Mhedhebi     |  |     |
| A               |  | Ogochukwu Obiakor |  | 70e |
| A               |  | Emeka Opara       |  |     |
| Remplaçants :   |  |                   |  |     |
| A               |  | Aymen Bouchhioua  |  | 70e |
| Entraîneur :    |  |                   |  |     |
| Bernard Simondi |  |                   |  |     |

### Vainqueur
| Supercoupe de la CAF Vainqueur 2004 |
| ----------------------------------- |
| Enyimba Premier titre               |